# 심장 전기 전도계
심장 전기 전도계(心臟電氣傳導系, 영어: Cardiac conduction system)는 굴심방결절에서 시작되어 심근의 수축을 일으키는 전기 신호를 전달하는 심장의 구조이다. 굴심방결절에서 만들어진 심박조율기 신호는 우심방을 따라 방실결절로 전해진다. 이후 히스다발을 지난 후 다발가지까지 전해져 심근의 수축을 일으킨다. 수축 신호는 우심방과 좌심방의 수축을 먼저 일으키고 그 다음에 우심실과 좌심실을 수축시킨다. 이 과정을 통해 혈액을 온몸으로 펌프질할 수 있다.
심장 전기 전도계는 특수화된 심근세포로 구성되어 있고 심근층에 존재한다. 심장 전기 전도계는 섬유성의 심장골격으로 둘러싸여 있다. 전기 전도계의 신호는 심전도로 관찰할 수 있다. 전기 전도계의 기능 이상은 불규칙하거나, 빠르거나, 느린 심장 리듬을 만들어 부정맥의 원인이 될 수 있다.

## 구조

심장의 수축 리듬을 유지하는 전기 전도계의 모습

우심방에 위치한 굴심방결절에서 시작된 전기 신호는 심방이 수축하게 만든다. 만들어진 신호는 심방사이막에 위치한 방실결절로 이동한다. 방실결절에서 신호 전달은 약간 전달이 지연되고, 이 늦어지는 전달은 심방 수축 이후에 심실 수축이 일어날 수 있도록 하는 중요한 역할을 한다. 이후 전기 신호는 나누어져 왼쪽과 오른쪽, 양쪽 심장에서 히스다발과 푸르키네 섬유를 통해 심장 꼭대기의 심장속막까지 전달된다. 마지막에는 심실의 심장바깥막까지 전달되어 수축을 일으킨다. 이 전기 신호는 정상적인 경우 정상 굴리듬으로 형성되어 심장의 수축과 이완이 리듬에 맞춰 제대로 일어나도록 한다.
탈분극은 사이원반에 위치한 간극연접을 통해 인접한 세포로 전파된다. 실제로 세포융합이 일어나 같은 세포막을 공유하는 합포체는 아니지만, 심장은 일종의 '기능적인 합포체'로서 전기 신호는 세포들 사이에서 모든 방향으로 자유롭게 전파된다. 전기 신호가 자유롭게 전파되며 심근은 하나의 수축 단위로서 기능할 수 있다. 이로 인해 심근은 빠르게 동시에 탈분극이 일어날 수 있다. 정상적인 상황에서는 이런 이득이 있지만, 이런 특성은 잘못된 전기 신호가 발생할 때는 오히려 독이 될 수 있다. 심근 경색과 같은 비정상적인 상황에서 간극연접은 폐쇄되어 손상되었거나 죽은 세포를 고립시킬 수 있다.

### 발달
심장 전기 전도계 형성의 발생학적 근거는 이 특수화된 세포들의 역할을 분명히 한다. 심장의 신경 분포는 일차적으로 부교감신경계 콜린성의 뇌에서 온 신경만이 존재한다. 이후 이차적으로 가슴 척수신경절이 형성되고 여기서 나온 교감신경계 아드레날린성의 신경이 빠르게 성장해 분포한다. 삼차적으로는 다른 말초 장기가 형성되며 미주신경이 심장에 분포한다.

## 기능

### 활동전위 생성
심근은 신경 세포나 골격근과 비슷한 점도 일부 있고 중요한 특수 기능도 가진다. 신경 세포처럼 심근세포는 휴지기에 음의 막 전위를 가진다. 역칫값보다 큰 자극이 주어지면 전압 개폐 이온 통로를 열리도록 유도해 세포 안으로 양이온이 들어온다. 양이온이 세포 안으로 들어오면 활동전위의 탈분극을 일으킨다. 골격근에서처럼 탈분극은 전압 개폐 칼슘 통로가 열려 가로세관(T-세관)에서  Ca2+가 방출되도록 만든다. 칼슘이 들어오면 근소포체에서 칼슘 유도 칼슘 방출(CICR)을 일으키고 유리된 Ca2+가 근수축을 일으킨다. 약간의 지연 이후 칼륨 통로가 다시 열려 K+이 세포 밖으로 나가며 재분극을 일으키고 막 전위는 휴지기로 돌아간다.
결절의 세포와 심실 세포 사이에는 중요한 생리학적 차이점이 있다. 굴심방결절 세포가 다른 세포와 구분되는 특이한 점은 이온 통로와 분극의 기전이며 가장 중요한 것은 굴심방결절의 심박조율기 활성에 필요한 자발적 탈분극이다.

### 효율적 혈액 순환
수축의 효율과 심박출량을 극대화하기 위해 심장 전기 전도계는 다음과 같은 특징을 가진다.
- 심방에서 심실로 신호가 넘어갈 때 긴 지연 시간이 존재한다. 이 지연되는 시간 동안 심방은 심실로 혈액을 완전히 비울 수 있게 된다. 지연 시간이 없다면 심방과 심실이 거의 동시에 수축하며 역류가 발생하고 혈액 이동이 비효율적이게 된다. 심방은 전기적으로 심실과 떨어져 있으며 오직 방실결절이 둘 사이의 전기적 연결 통로이다. 방실결절이 심방에서 심실로 넘어가는 전기 신호를 지연시킨다.
- 심실 세포의 협조된 수축. 심실은 혈관으로 혈액을 강제로 내보내기 위해 수축기 압력을 최대화해야 하므로 모든 심실 세포가 일제히 수축할 필요가 있다.
  - 심장 꼭대기에서 시작된 심실 수축은 위쪽으로 진행해 대혈관으로 혈액을 박출한다. 출구 쪽으로 혈액을 쥐어짜는 수축은 모든 방향에서 단순히 쥐어짜는 것보다 더 효율적이다. 심실의 자극은 방실결절에서 오지만 히스다발이 꼭대기 쪽으로 신호를 전달한다.
  - 탈분극은 심근을 통해 매우 빠르게 전파된다. 심실의 세포는 모두 거의 동시에 수축한다.
  - 심근의 활동전위는 특이하게 계속 유지된다. 이로 인해 조기이완을 막고 모든 심근이 탈분극되어 수축될 때까지 처음의 수축이 유지되도록 만든다.
- 테타니가 없다. 수축 이후에 심장은 다시 혈액을 채울 준비를 하기 위해 이완되어야 한다. 이완 없이 심장이 계속 수축을 유지하면 치명적일 수 있으며 이런 위험을 막기 위해 특정 이온 통로가 일시적으로 비활성화된다.

## 심전도

심전도의 모습. P=P파, PR=PR 간격, QRS=QRS파, QT=QT 간격, ST=ST 세그먼트, T=T파.

심전도 형성의 원리. 심장에 그려지는 빨간 선은 탈분극이 전파되는 것이며 혈액 흐름이 아니다.

심전도는 심장의 전기적 활동을 기록하는 것이다.

### 굴심방결절 - P파
정상 상태에서 전기 신호는 심박조율기인 굴심방결절에서 자발적으로 형성된다. 이 전기 자극은 우심방 전체를 통해 전파되며 바흐만다발을 통해 좌심방으로도 퍼진다. 따라서 심방의 심근이 수축된다. 심방 전체로 전기 자극이 전달되는 것은 심전도상에서 P파로 보인다.
심방에서 전기 신호는 굴심방결절과 방실결절 사이의 결절사이경로라는 특수한 경로를 따라 전달된다.

### 방실결절과 다발 - PR 간격
방실결절은 전기 전도계에서 신호를 지연시킨다. 이 지연이 없다면 심방과 심실이 동시에 수축하여 혈액이 심방에서 심실로 효율적으로 흘러갈 수 없게 된다. 방실결절에서의 지연은 심전도상에서 PR 세그먼트로 대부분 나타나고 PR 세그먼트의 일부는 심방 재분극 기간이다.
방실결절 먼쪽의 전도계는 히스다발이다. 히스다발은 오른다발가지와 왼다발가지로 심실사이막에서 두 다발가지로 갈라진다. 왼다발가지는 좌심실을, 오른다발가지는 우심실을 활성화한다.
왼다발가지는 짧고, 얼마 안 가 왼앞섬유속과 왼뒤섬유속으로 갈라진다. 왼뒤섬유속은 비교적 짧고 넓으며 혈액 공급을 두 곳으로 받아 허혈성 손상에 강하다. 왼뒤섬유속은 꼭지근으로 자극을 전달해 승모판이 닫히게 한다. 왼뒤섬유속이 짧고 넓기 때문에 꼭지근에 도달하는 자극은 탈분극과 좌심실 심근 수축 직전에 도착한다. 따라서 힘줄끈은 미리 긴장되어 좌심실 수축 동안 승모판을 통한 혈류 저항을 증가시킨다. 이 기전은 자동차 안전벨트가 미리 팽팽해지는 것과 비슷하다.

### 푸르키네 섬유와 심실 심근 - QRS파
두 개의 다발가지는 수많은 푸르키네 섬유를 만들어 심근세포의 개별 그룹을 수축시킨다.
심실 심근을 통해 전기적 활성이 전파되면 심전도상에서 QRS파로 나타난다.
심방 재분극이 일어나지만, 심실 탈분극으로 인한 QRS파에 가려져서 심전도상에는 심방 재분극으로 인한 신호가 나타나지 않는다.

### 심실 재분극
마지막으로는 심장이 휴지기로 돌아가는 심실의 재분극이 일어난다. 심전도상에서 심실 재분극은 J파, ST 세그먼트, T파, U파를 포함한다.
가슴을 통해 측정된 심전도의 PQRS 부분은 주로 교감신경계에 의해 영향을 받는다. T파(와 종종 U파)는 주로 부교감신경계에 의해 영향을 받는다. 이 부교감신경계 성분은 미주신경과 가슴 더부신경핵을 통해 뇌줄기에서 나오는 것이다.
굴심방결절에서 분당 60-100회의 속도로 발생하는 자극(활동전위)는 정상 굴리듬이라고 한다. 만약 굴심방결절의 자극이 분당 60회보다 느리게 발생하면 굴느린맥, 분당 100회보다 빠르게 발생하면 굴빠른맥이라고 한다. 굴느린맥과 굴빠른맥은 반드시 나쁜 증상은 아니다. 가령 훈련된 운동 선수들은 보통 운동하지 않고 쉬는 중일 때 심박수가 분당 60회보다 적다. 만약 굴심방결절이 활동전위를 만들지 못하면 방실결절이 주된 심박조율기 역할을 대신하여 분당 40-60회의 속도로 신호를 생산한다. 이 리듬은 P파가 없거나 뒤집혀 보이는 게 특징적이다. 굴심방결절과 방실결절이 모두 자극을 개시하는 데에 실패한다면 심실이 자체적으로 분당 20-40회의 속도로 전기 자극을 발사하며 이때 QRS파의 길이는 120ms 이상으로 나타난다.

## 임상적 중요성

### 부정맥
부정맥은 심장 박동의 비정상적인 리듬이나 속도를 가리키는 용어이다. 비정상적인 리듬이나 속도는 생리학적이지 않은 경우로 정의된다.

#### 속도
휴식 중인 평상시의 심장의 심박수가 분당 60회 미만이거나 분당 100회를 넘을 경우 부정맥이 있는 것으로 간주한다. 분당 60회 미만의 심박수는 느린맥(서맥)이며 100회를 넘는 경우 빠른맥(빈맥)이라고 한다.

#### 생리학적
훈련된 운동선수와 같은 몇몇 사람들은 운동하고 있지 않을 때 심박수가 분당 60회 밑으로 떨어질 수 있다. 굴심방결절이 신호를 만드는 데에 실패한다면 방실결절이 대신 심박조율기 역할을 한다. 방실결절의 신호 생성 속도는 조금 더 느린 분당 40-60회이다. 이 리듬에서 P파는 없어지거나 뒤집혀서 나타난다. 굴심방결절과 방실결절이 모두 전기 자극 생성에 실패한다면 심실이 대신 직접 전기 자극을 분당 20-40회의 속도로 발사할 수 있다. 이 경우 심전도상에서 QRS파가 120ms보다 길게 나타난다.

### 심박조율기
부정맥이 발생했을 때 인공심박조율기가 수술을 통해 전도계로 삽입되어 대신 주기적인 전기 신호를 발생시킬 수 있다.

## 같이 보기
- 푸르키녜 섬유

## 참고 문헌
1. ↑  “Your Heart's Electrical System”. 《National Heart, Lung, and Blood Institute》. National Institutes of Health. 2011년 11월 17일. 2015년 1월 1일에 확인함.
2. ↑  “Innervation of the heart”. 《Human Embryology: Organogenesis: Functional development of the heart》. 2018년 11월 24일에 원본 문서에서 보존된 문서. 2022년 5월 5일에 확인함.
3. 1 2 3 4  “Cardiac Muscle and Electrical Activity”. 《OpenStax CNX: Anatomy & Physiology》. OpenStax CNX. 2014년 11월 7일. 2015년 1월 2일에 확인함.
4. ↑  “Cardiac Muscle Fibers”. 《ZY 560 Mammalian Physiology》. Auburn University. 2005년 6월 1일에 원본 문서에서 보존된 문서. 2015년 1월 2일에 확인함.
5. ↑  “Cardiac Cycle”. 《ECG Tutorial》. University of Michigan Health System. 2015년 1월 3일에 원본 문서에서 보존된 문서. 2015년 1월 2일에 확인함.
6. ↑  Anderson, Robert H.; Mori, Shumpei (2016). “Wilhelm His Junior and his bundle”. 《Journal of Electrocardiology》 49 (5): 637–643. doi:10.1016/j.jelectrocard.2016.06.003. ISSN 0022-0736. PMID 27324867.
7. ↑  Kowey, P., Yan, Gan-Xin. “Ventricular repolarization components on the electrocardiogram”. 2013년 3월 8일에 확인함.